# Данилов, Антон Васильевич
Анто́н Васи́льевич Дани́лов (3 (15) августа 1861, Российская империя — 1 декабря 1923, Токио, Япония) — российский военнослужащий, генерал-лейтенант (1916), участник Белого движения.
Имел в русской армии прозвище Дани́лов-бе́лый, чтобы отличать его от сослуживцев — генералов Данилова-рыжего и Данилова-чёрного.

## Биография
Родился 3 августа 1861 года.
В 1881 году окончил Морское училище в Санкт-Петербурге, где 12 апреля 1878 года вступил в военную службу, а по окончании училища, 12 апреля 1881 года гардемарином выпущен в 8-й флотский экипаж, где 31 мая 1882 года произведён в мичманы.
Служил в Амурском казачьем войске, с 1884 года — в 1-й Уссурийской казачьей сотне (Приморский драгунский полк), где 7 августа 1884 года произведён в хорунжии, а 1 января 1885 года — сотники.
С 1890 по 1893 год учился в Николаевской академии Генерального штаба, которую окончил по первому разряду. 20 мая 1893 года произведён в ротмистры с переименованием в капитаны Генерального штаба.
С 1893 по 1894 год состоял при Финляндском военном округе.
С 9 мая 1894 по 1 апреля 1896 года служил старшим адъютантом штаба 23-й пехотной дивизии.
С 25 октября 1895 по 23 декабря 1896 года отбывал цензовое командование ротой в лейб-гвардии Измайловском полку.
С 1 апреля 1896 по 5 апреля 1898 года был старшим адъютант штаба 22-й пехотной дивизии.
С 5 апреля по 15 мая 1898 года — начальник стрелкового отдела штаба Свеаборгской крепости, а с 15 мая 1898 по 5 апреля 1900 года — старший адъютант штаба Финляндского военного округа.
С 5 апреля 1900 по 12 мая 1907 года — начальник штаба Выборгской крепости. С 1 мая по 2 сентября 1901 года отбывал цензовое командование батальоном в 4-м Финляндском стрелковом полку.
С 5 мая 1907 по 4 июня 1909 года командовал 92-м Печорским пехотным полком.
4 июня 1909 года произведён генерал-майоры и назначен начальник штаба Кронштадтской крепости (также комендант крепости). 6 декабря 1916 года произведён в генерал-лейтенанты. На 3 января 1917 года находился в том же чине и должности.
С началом Гражданской войны в России, с 1918 года служил в Добровольческой армии и Вооруженных силах Юга России. Был послан генералом А. И Деникиным к адмиралу А. В. Колчаку с документами. В августе 1919 года прибыл в Японию, где тяжело заболел. Все документы сдал русскому военному агенту в Японии.
В 1920 году был генералом для поручений при командующем войсками Дальневосточной армии. До 5 октября 1920 года находился в разрешенном двухмесячном отпуске. 1 ноября 1920 года освобождён от занимаемой должности и по некоторым данным эмигрировал в США.
Скончался 1 декабря 1923 года в Токио, в Японии. Был похоронен на кладбище Дзосигая в Токио вместе с супругой Александрой Александровной (†3.04.1931).

## Воинские звания
- Гардемарин (12 апреля 1881)
- Мичман (31 мая 1882)
- Хорунжий (7 августа 1884)
- Сотник (1 января 1885)
- Поручик (20 декабря 1888)
- Штаб-ротмистр (5 февраля 1889)
- Ротмистр и капитан генштаба (20 мая 1893)
- Подполковник (5 апреля 1898)
- Полковник (14 апреля 1902)
- Генерал-майор (4 июня 1909)
- Генерал-лейтенант (6 декабря 1916)

## Награды
- Орден Святого Станислава III степени (1888)
- Орден Святой Анны III степени (1899)
- Орден Святого Станислава II степени (1905)
- Орден Святого Владимира IV степени (1906)
- Орден Святого Владимира III степени (1908)
- Орден Святого Станислава I степени (6 декабря 1911)
- Орден Святой Анны I степени (22 марта 1915)
- Орден Святого Владимира II степени (18 февраля 1916)